# Michael Peinkofer

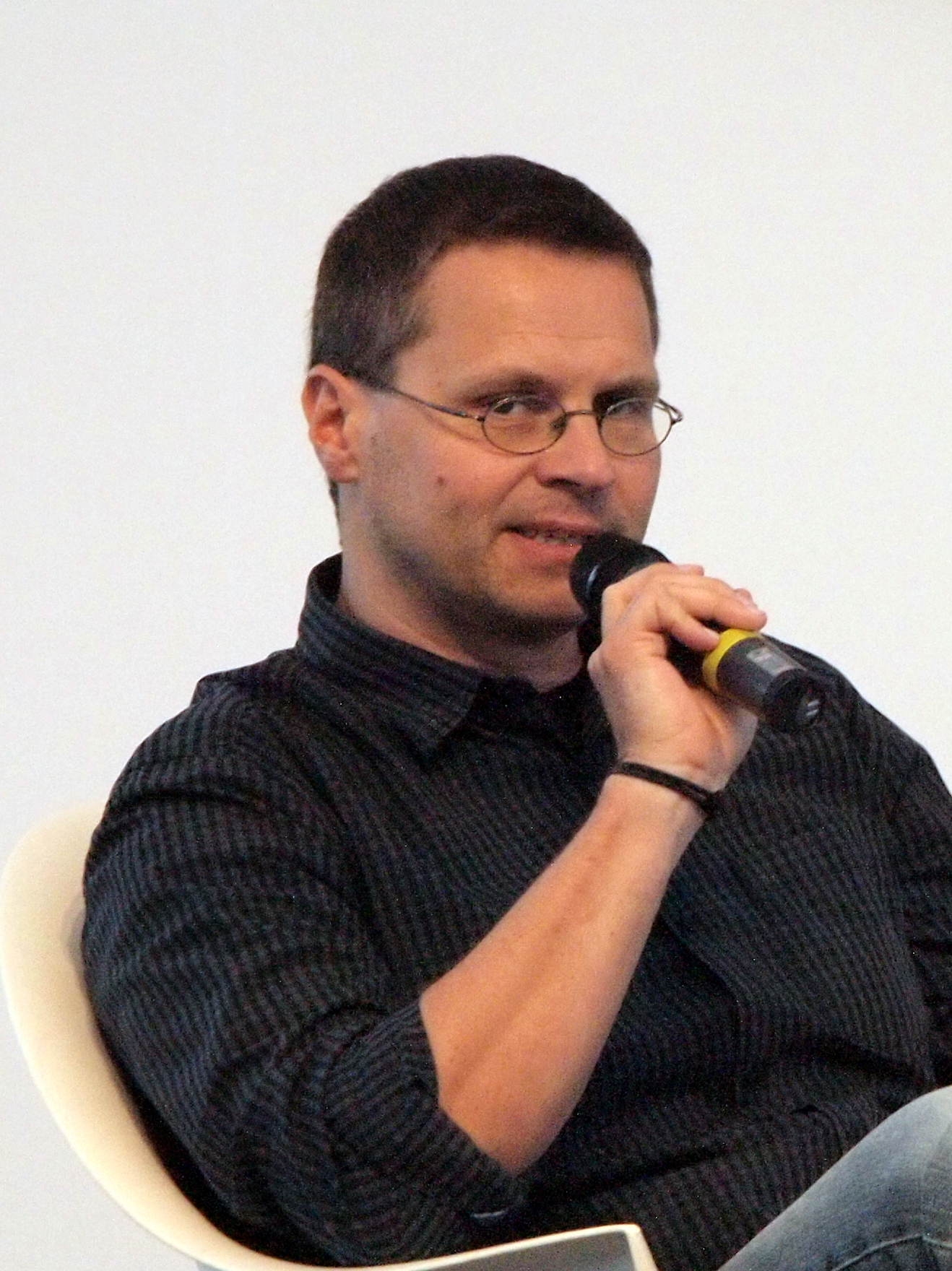
Michael Peinkofer 2014 auf der Frankfurter Buchmesse

Michael Peinkofer (* 1969) ist ein deutscher Sachbuch- und Roman-Autor, Film-Journalist und Übersetzer.

## Leben
Nach dem Studium der Germanistik in München, mit den Nebenfächern Geschichte und Kommunikationswissenschaften, das er mit dem Magistergrad abschloss, arbeitete er als Journalist und Übersetzer. Unter verschiedenen Pseudonymen hat er bisher etwa 180 Romane in unterschiedlichen Literaturgattungen geschrieben. 2004 gelang ihm mit Die Bruderschaft der Runen ein erster Bestseller.
Weitere bekannte Werke sind seine Ork-Romane, die sich mit Tolkiens Geschöpfen befassen und seine historischen Thriller um Sarah Kincaid. 2011 erschien sein 850 Seiten starker Kreuzzugs-Roman Das Buch von Ascalon.
Unter dem Pseudonym „Marc Van Allen“ verfasste er die Trilogie Invisibilis (2007), Venatum (2008) und Caligo (2010).
Er ist auch – unter dem Pseudonym „Michael J. Parrish“ – der Hauptautor der Serie Torn – Wanderer der Zeit.
Peinkofer lebt mit seiner Familie in Kempten.
Zusammen mit einem weiteren Gesellschafter betreibt er die Firma Dreamagix Studios Leising und Peinkofer GbR in Kempten.

## Werke (Auswahl)

### Runen
1. Die Bruderschaft der Runen. Bastei Lübbe, 2004, ISBN 3-404-15249-2.
2. Das Vermächtnis der Runen. Bastei Lübbe, 2014, ISBN 3-404-17276-0
3. Runen der Freiheit. Bastei Lübbe, 2017, ISBN 978-3-431-03980-1

### Die Orks
1. Die Rückkehr der Orks. Piper, 2006, ISBN 3-492-70117-5.
2. Der Schwur der Orks. Piper, 2007, ISBN 978-3-492-75009-7.
3. Das Gesetz der Orks. Piper, 2008, ISBN 978-3-492-75010-3.
4. Die Herrschaft der Orks, Piper, 2013, ISBN 978-3-492-70208-9.
5. Die Ehre der Orks, Piper, 2016, ISBN 978-3-492-70341-3.
6. Die Krone der Orks, Knaur Verlag, 2024, ISBN 978-3-426-52820-4. (Orks Band 8)

### Sarah Kincaid (Historische Abenteuerromane)
1. Der Schatten von Thot. Bastei Lübbe, 2007, ISBN 978-3-404-15648-1 (auch RM Buch und Medien, 2006)
2. Die Flamme von Pharos. Bastei Lübbe, 2008, ISBN 978-3-404-15838-6.
3. Am Ufer des Styx. Bastei Lübbe, 2009, ISBN 978-3-404-15975-8.
4. Das Licht von Shambala. Bastei Lübbe, 2010, ISBN 978-3-404-16397-7.

### Piraten!
1. Unter schwarzer Flagge. Carlsen Verlag, 2011, ISBN 978-3-551-65071-9.
2. Gefangen auf Rattuga. Carlsen Verlag, 2011, ISBN 978-3-551-65072-6.
3. Das Geheimnis der Schatzkarte. Carlsen Verlag, 2011, ISBN 978-3-551-65073-3.
4. Der Schrecken der Sümpfe. Carlsen Verlag, 2011, ISBN 978-3-551-65074-0.
5. Die Schatzinsel. Carlsen Verlag, 2011, ISBN 978-3-551-65075-7.

### Die Könige
1. Die Könige. Orknacht. Piper, München 2013, ISBN 978-3-492-70209-6.
2. Die Könige. Kampf der Könige. Piper, München 2014, ISBN 978-3-492-70211-9.
3. Die Könige. Sieg der Könige. Piper, München 2015, ISBN 3-492-70315-1.

### Die Zauberer
1. Die Zauberer. Piper, 2009, ISBN 978-3-492-70171-6.
2. Die erste Schlacht. Piper, 2010, ISBN 978-3-492-70172-3.
3. Das dunkle Feuer. Piper, 2010, ISBN 978-3-492-70173-0.

### Gryphony
1. Gryphony 1: Im Bann des Greifen. Ravensburger Buchverlag, 2014, ISBN 978-3-473-36889-1.
2. Gryphony 2: Der Bund der Drachen. Ravensburger Buchverlag, 2015, ISBN 978-3-473-36917-1.
3. Gryphony 3: Die Rückkehr der Greife. Ravensburger Buchverlag, 2016, ISBN 978-3-473-52586-7.
4. Gryphony 4: Der Fluch der Drachenritter. Ravensburger Buchverlag 2016, ISBN 978-3-473-36941-6.

### Land der Mythen
Als Taschenbuch in zwei Bänden:
1. Unter dem Erlmond. Piper Taschenbuch, 2007, ISBN 3-492-26636-3.
2. Die Flamme der Sylfen. Piper Taschenbuch, 2008, ISBN 3-492-26639-8.

Als E-Book in sechs Bänden:
1. Land er Mythen: Das erste Buch, Piper ebooks, 2014, ISBN 978-3-492-96901-7.
2. Land er Mythen: Das zweite Buch, Piper ebooks, 2014, ISBN 978-3-492-96902-4.
3. Land er Mythen: Das dritte Buch, Piper ebooks, 2014, ISBN 978-3-492-96903-1.
4. Land er Mythen: Das vierte Buch, Piper ebooks, 2014, ISBN 978-3-492-96904-8.
5. Land er Mythen: Das fünfte Buch, Piper ebooks, 2014, ISBN 978-3-492-96905-5.
6. Land er Mythen: Das sechste Buch, Piper ebooks, 2014, ISBN 978-3-492-96906-2.

### Team X-treme
1. Team X-treme Mission 1: Alles oder nichts. Baumhaus, 2009, ISBN 978-3-8339-3211-3.
2. Team X-treme Mission 2: Die Bestie aus der Tiefe. Baumhaus, 2009, ISBN 978-3-8339-3212-0.
3. Team X-treme Mission 3: Projekt Tantalus. Baumhaus, 2010, ISBN 978-3-8339-3213-7.
4. Team X-treme Mission 4: Das Borodin-Gambit. Baumhaus, 2010, ISBN 978-3-8339-3214-4.
5. Team X-treme Mission 5: Sumpf des Schreckens. Baumhaus, 2010, ISBN 978-3-8339-3215-1.
6. Team X-treme Mission Zero: Der Alphakreis. Baumhaus, 2011, ISBN 978-3-8432-0017-2.

### Twyns
1. Die magischen Zwillinge. Ravensburger Verlag, 2018, ISBN 978-3-473-40825-2.
2. Zwischen den Welten. Ravensburger Verlag, 2019, ISBN 978-3-473-40833-7.
3. Der dunkle König. Ravensburger Verlag, 2019, ISBN 978-3-473-40839-9.

### Splitterwelten Trilogie
1. Splitterwelten. Piper, 2012, ISBN 978-3-492-70207-2.
2. Splitterwelten. Nachtsturm. Piper, 2017, ISBN 978-3-492-26976-6.
3. Splitterwelten. Flammenwind. Piper, 2018, ISBN 978-3-492-26990-2.

### Sternenritter
1. Die Festung im All. Carlsen, 2014, ISBN 978-3-551-65231-7.
2. Angriff der Robotroxe. Carlsen, 2014, ISBN 978-3-551-65232-4.
3. Der Planet aus Eis. Carlsen, 2014, ISBN 978-3-551-65233-1.
4. Verrat auf dem Feuerstein. Carlsen, 2015, ISBN 978-3-551-65234-8.
5. Das Monster aus Metall. Carlsen, 2015, ISBN 978-3-551-65235-5.
6. Die Weltraumfalle. Carlsen, 2016, ISBN 978-3-551-65236-2.
7. Tentakel des Schreckens. Carlsen, 2016, ISBN 978-3-551-65237-9.
8. Der Tempel des Lichts. Carlsen, 2017, ISBN 978-3-551-65238-6.
9. Notlandung auf Bizarrix. Carlsen, 2017, ISBN 978-3-551-65239-3.
10. Verschwörung auf Halidon. Carlsen, 2018, ISBN 978-3-551-65240-9.
11. Die Tiefen von Fryx. Carlsen, 2018, ISBN 978-3-551-65461-8.
12. Die Nacht der Robotroxe. Carlsen, 2019, ISBN 978-3-551-65462-5.
13. Die Sümpfe von Shrog. Carlsen, 2019, ISBN 978-3-551-65463-2.
14. Weltraumfieber. Carlsen, 2020, ISBN 978-3-551-65464-9.
15. Das große Planetenrennen. Carlsen, 2020, ISBN 978-3-551-65465-6.
16. Geheimauftrag Varash. Carlsen, 2021, ISBN 978-3-551-65466-3.

### Kriminalromane
- Schneefall. Lübbe, 2014, ISBN 978-3-404-17131-6.
- MordFall. Lübbe, 2015, ISBN 978-3-404-17217-7.

### Sonstige Bücher
- Das große Star Trek-Buch. Mpw, 1997, ISBN 3-931608-14-X.
- Die indische Verschwörung. Ueberreuter, 2006, ISBN 3-8000-5243-1.
- Das Zauberer-Handbuch: Schreib deinen eigenen Fantasy-Roman, Piper Verlag 2012, ISBN 978-3-492-26791-5
- Auf der Jagd nach dem grünen Smaragd. dtv junior, 2006, ISBN 3-423-71358-5.
- Die Erben der Schwarzen Flagge. Lübbe, 2006, ISBN 3-404-15417-7.
- Der Pirat von Barataria. Ueberreuter, 2007, ISBN 978-3-8000-5355-1.
- Das Buch von Ascalon. Lübbe, 2011, ISBN 978-3-7857-2432-3.
- Ork City. Piper Verlag, 2021, ISBN 978-3-492-70554-7.
- Barbarossa – Im Schatten des Kaisers. Historischer Roman, Lübbe, 2022, ISBN 978-3-785-72795-9.
- DinoRox: In der Falle der Raptoren. Carlsen, Hamburg 2022, ISBN 978-3-551-65307-9
- Holly Holmes und das magische Detektivbüro, Band 2: Das Geisterschiff. Fantasy-Kriminalroman, Baumhaus-Verlag, 2025, ISBN 978-3-8339-0974-0